# Эллисон, Лютер
Лютер Сильвестр Эллисон (англ. Luther Sylvester Allison; 17 августа 1939, Уайднер, Арканзас, США  — 12 августа 1997, Мадисон, Висконсин, США) — американский блюзовый гитарист, вокалист и автор песен. Семнадцатикратный лауреат Blues Music Awards в номинациях «Песня года» (1996, 1998), «Исторический блюзовый альбом» (2018), «Перевыпущенный альбом» (1999), «DVD» (2011), «Исполнитель современного блюза» (1996, 1997, 1998), «Альбом современного блюза» (1996, 1998), «Блюзовый гитарист» (1996, 1998), «Артист года» (1996, 1997, 1998), «Группа года» (1997, 1998); двенадцатикратный номинант Blues Music Awards в номинациях «Песня года» (1980, 1996), «Исторический блюзовый альбом» (2011),  «Исполнитель современного блюза» (1995), «Альбом современного блюза» (1984, 1995, 1997, 2000), «Блюзовый гитарист» (1995, 1997), «Блюзовый инструменталист» (1982), «Артист года» (1995), «Альбом года» (2000). Член Зала славы блюза (1998). С вышедшим после смерти альбомом Reckless номинант Грэмми (1998)  Отец блюзмена Бернарда Эллисона.

## Биография
Лютер Эллисон родился в Арканзасе предпоследним из 15 детей в семье. Как и у многих блюзменов, первым его инструментом было диддли, по существу куски проволоки, прибитые к стене. Когда ему исполнилось 12 лет, семья переехала в Чикаго. Несколько братьев и сестёр Лютера пели в госпел-группе под названием Southern Travellers. Один из братьев Лютера вскоре стал работать гитаристом на динамично развивающейся блюзовой сцене южной части Чикаго. Подражая брату, Лютер сам взял гитару и ещё в подростковом возрасте стал достаточно хорош, чтобы выступать в группе брата. 
 С 1954 года Лютер Эллисон играл в группе брата Ollie Lee Allison Band, в 1957 году Лютер бросил школу и они, вместе с ещё одним братом Грантом Эллисоном создали группу, назвав её The Rolling Stones, позднее переименовавшись в The Four Jivers, стали выступать в клубах Чикаго. 

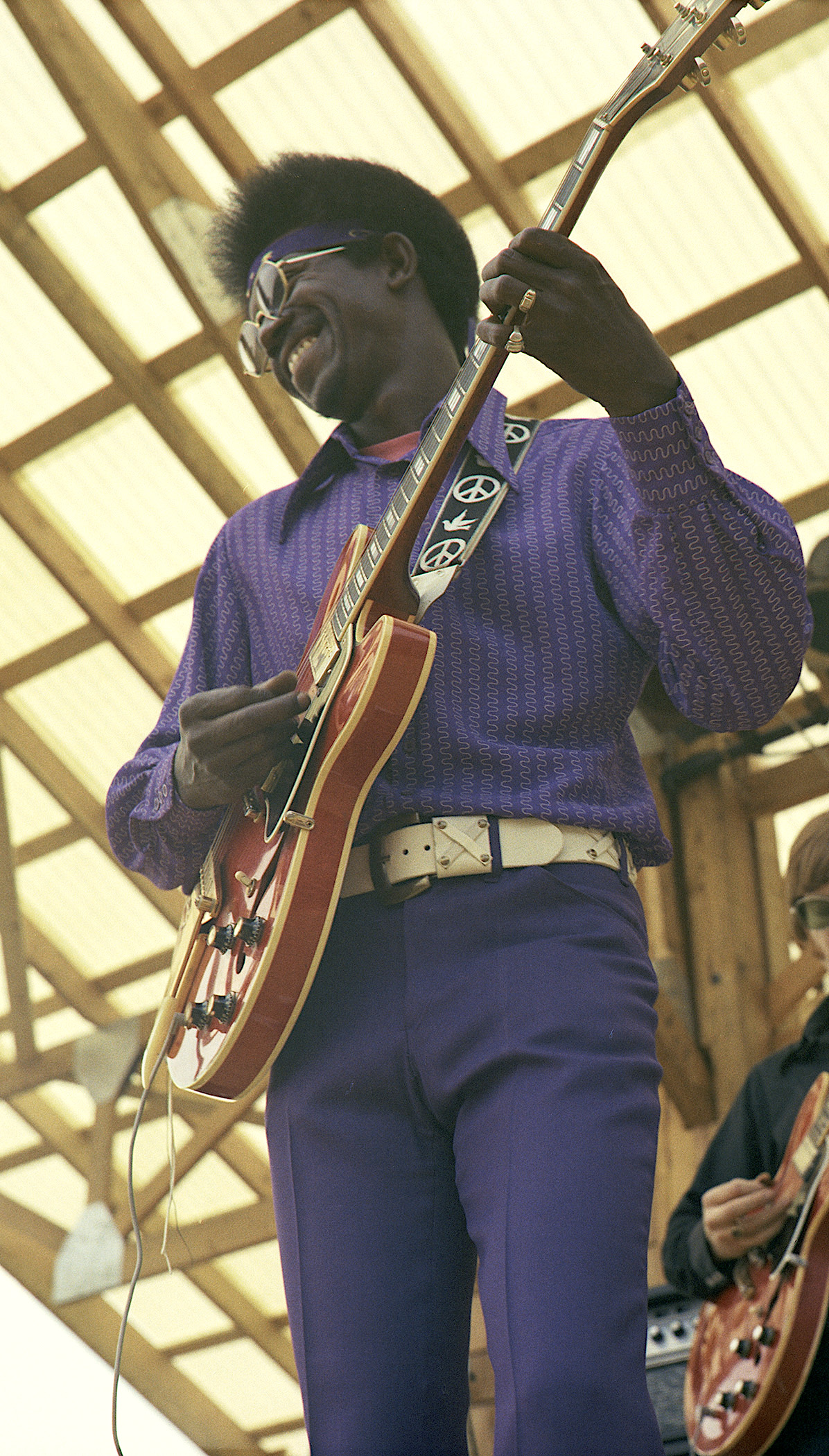
Лютер Эллисон в 1970 году на Ann Arbor Blues Festival.

Прорыв Лютера Эллисона произошёл в 1957 году, когда Хаулин Вулф пригласил его на сцену. В том же году Лютер Эллисон недолго работал с Джимми Доукинсом. Затем молодого музыканта взял под своё крыло Фредди Кинг, и когда Фредди Кинг заключил контракт с рекорд-лейблом, Эллисон стал заменять его на выступления группы Кинга в клубе на западной стороне Чикаго. Лютер Эллисон работал в клубах Чикаго в конце 1950-х и начале 1960-х, а затем на год перебрался в Калифорнию, где работал с Шейком Ли Харрисом и Санниленд Слимом. Свой первый сингл Эллисон выпустил в 1965 году, а в 1967 году подписал контракт с Delmark Records. В 1968 году вышел первый альбом Лютера Эллисона. В 1972 году он сумел одним из немногих блюзовых исполнителей подписать контракт с Motown Records  В середине 1970-х музыкант много гастролировал в Европе. В 1977 году Лютер Эллисон окончательно переехал во Францию, где впоследствии проводил восемь месяцев в году, выступая на различных площадках и фестивалях по всей Европе, где со временем стал главным хэдлайнером .
Эллисон был известен своими мощными концертами, длинными проникновенными гитарными соло, и прогулками на концертах среди слушателей со своим Gibson Les Paul. Недолгое время в 1979 году он жил в Пеории, где подписав контракт с Rumble Records выпустил два концертных альбома, записанных в этом городе. В течение 1980-х — 1990-х Лютер Эллисон продолжал жить и выступать в основном в Европе, записав в частности альбом выступления с Джонни Холидеем в 1992 году. Лишь в 1994 году владелец Alligator Records убедил Эллисона вернуться в США. Возвращение оказалось триумфальным: «Появляется Лютер Эллисон, блюзмен-эмигрант, прилетевший в субботу днём из своего нового дома в Париже, и несколько часов спустя сделавший 12-й ежегодный фестиваль блюза [в Чикаго, 1995] своей личной витриной» . Как отмечал обозреватель Alligator Records «каждый, кто в то время бывал на его выступлениях, расскажет о трёх-четырехчасовых концертах без остановок, когда Лютер играл вплоть до закрытия, с яростью и страстью атакуя каждой песней, оставляя свою аудиторию измотанной, но все еще желающей большего». В 1996—1998 годах Лютер Эллисон стад звездой Blues Music Awards, собрав в 1996 и 1998 годах по пять премий в различных номинациях. Всего за три коротких года Эллисон прошёл путь от последнего переоткрытия до, как назвал журнал Blues Revue, «Нового короля блюза».
Во время гастролей летом 1997 года Эллисон попал в больницу с жалобами на головокружения и потерю координации. Ему был диагностирован рак лёгкого с метастазами в головном мозгу. Срочная радиотерапия не привела к успеху и 12 августа Лютер Эллисон скончался в Мадисоне. Его последний альбом увидел свет пятью месяцами после смерти. Похоронен на кладбище Washington Memory Gardens Cemetery в Иллинойсе.
Chicago Sun-Times в 2000 году назвала музыканта «Брюс Спрингстин в блюзе».
Guitar Player: «Лютер Эллисон делал реальные вещи. Полный душевности шаутер и выжигающий гитарист, он исполняет глубокий, жёсткий блюз так, как будто его жизнь висит на волоске..Его соло сочетали в себе мудрость мастера-рассказчика с элегантностью Би Би Кинга, упругостью Бадди Гая и острым жалом Альберта Кинга».
Chicago Tribune: «Сверхзаряженная, обжигающая гитара… грубый, проникновенный вокал… непревзойденная динамическая атака».
Rolling Stone: «Лютер Эллисон был одним из величайших блюзменов своего поколения. Тягучий гитарист с резким тоном и дикой мощи вокалист».
Guitar World: «Сжигающий всё вокруг дотла, многогранно талантливый исполнитель: проникновенный певец, превосходный, оригинальный автор песен и сильный гитарист, одинаково способный с высокой интенсивностью играть визжащим слайдом, царапающим соул-ритмом и делать пронзительные соло из одной ноты. И всё это с бьющей через край энергией, огромной уверенностью и искусным прикосновением к струнам» 
По мнению обозревателя AllMusic «Эллисон не был прямолинейным чикагским блюзовым музыкантом…Что он сделал так успешно, так это взял за основу чикагский блюз и добавил штрихи рока, соула, регги, фанка и джаза»

## Дискография
| Год  | Название                               | Рекорд-лейбл         | Номер       | Примечания |
| 1969 | Love Me Mama                           | Delmark Records      | 625         | |
| 1972 | Bad News Is Coming                     | Motown/Gordy Records | 964         | |
| 1974 | Luther's Blues                         | Motown/Gordy Records | 967         | |
| 1976 | Night Life                             | Motown/Gordy Records | 974         | |
| 1977 | Love Me Papa                           | Black & Blue Records | 33.524      | Перевыпущен на Estudio Eldorado 524 (Бразилия) and Evidence CD 26015 (США)                                                      |
| 1979 | Gonna Be a Live One in Here Tonight!   | Rumble               | 1001        | Записан в Пеории, Иллинойс 18-19 апреля 1979; перевыпущен как South Side Safari на Red Lightnin' 0036                           |
| 1979 | Power Wire Blues                       | Rumble               | 1004        | Часть вторая концерта в Пеории, перевыпущен в 1985 на Charly Records 1105                                                       |
| 1979 | Live in Paris                          | Paris Album/Buda     | 2-28501     | Записан в Париже в La Chapelle Des Lombards, 1979; также выпущен на Ruf 1354, Free Bird 209/FLY06, Pläne 88295, Platinum 161354 |
| 1979 | Live                                   | Blue Silver          | 3001/3321   | Часть вторая концерта в Париже;также выпущен на Blue Sky/Buda                                                                   |
| 1980 | Time                                   | Paris Album/Buda     | 2-28505     | |
| 1984 | Let's Have a Natural Ball              | JSP Records          | 1077        | |
| 1984 | Life Is a Bitch                        | Encore!/Melodie      | 131         | Blind Pig Records 2287 (1987) в США., переименован в Serious                                                                    |
| 1985 | Here I Come                            | Encore!/Melodie      | 133         | |
| 1987 | Rich Man                               | Ruf Records          | 8001        | Также RFR 1005, Charly CRB 1227, Orbis BLU NC 044 (с тремя бонус-треками)                                                       |
| 1991 | More from Berlin                       | East West Records    | LACD 1991-2 | Live, 1989 |
| 1992 | Hand Me Down My Moonshine              | Inak/Ruf Records     | 1047        | Акустический |
| 1992 | Bercy 92 (Johnny Hallyday)             | Philips              | 514 400     | Записан вживую в Palais Omnisports de Paris-Bercy                                                                               |
| 1994 | Soul Fixin' Man                        | Alligator Records    | 4820        | Ruf 1021 в Европе, под названием Bad Love                                                                                       |
| 1995 | Blue Streak                            | Alligator Records    | 4834        | Ruf 7712 в Европе |
| 1996 | Live ’89: Let's Try It Again           | Ruf Records          | 1028        | Записан вживую в Берлине в мае 1989                                                                                             |
| 1996 | Live in Montreux: Where Have You Been? | Ruf Records          | 1008        | Записи 1976–1994 |
| 1997 | Reckless                               | Alligator Records    | 4849        | Ruf 1012 в Европе |
| 1999 | Live in Chicago                        | Alligator Records    | 4869        | Ruf 1042 в Европе, записи 1995–1997, двойной                                                                                    |
| 1999 | Standing at the Crossroad              | Black & Blue Records | 421.1       | Записан вживую в 1977 в Париже, также выпущен как Night & Day 210, Blues Reference                                              |
| 2002 | Pay It Forward                         | Ruf Records          | 1060        | Записи 1984–1994 |
| 2007 | Underground                            | Ruf Records          | 1132        | Записи с 1958 |
| 2009 | Songs from the Road                    | Ruf Records          | 1157        | Запись 1997 года в Монреале |

## Сборники
| Год  | Название                    | Рекорд-лейбл     | Номер | Примечания |
| 1995 | Sweet Home Chicago          | Charly Records   | BM-37 |            |
| 1996 | The Motown Years, 1972–1976 | Motown/Universal |       |            |

## Видео
| Год  | Название            | Рекорд-лейбл | Номер | Примечания                                                              |
| 1998 | Live in Paradise    | Ruf Records  | VHS   | Записан на La Reunion Island в апреле 1997; также выпущен на DVD (2001) |
| 2009 | Songs from the Road | Ruf Records  | 1157  | Запись 1997 года в Монреале                                             |